# Anwar al-Chatíb
Anwar al-Chatíb (arabsky أنور الخطيب‎) byl starostou Východního Jeruzaléma pod jordánskou správou v období let 1948–1950, tedy bezprostředně po skončení první arabsko izraelské-války, v jejímž důsledku byl Jeruzalém rozdělen mezi Izrael a Jordánsko.